# 全国高等学校女子硬式野球ユース大会
全国高等学校女子硬式野球ユース大会（ぜんこくこうとうがっこう じょしこうしきやきゅうユースたいかい）は、全国高等学校女子硬式野球連盟の主催で毎年8月下旬に岐阜県および愛知県などで行われる、女子高校野球の全国大会である。

## 概要
第1回大会は「全日本女子硬式野球ユース選手権大会」、2016年の第7回大会までは、「全国女子硬式野球ユース選手権大会」として行われており、関東女子硬式野球連盟の主催する高校生・中学生年代の女子野球大会で、全国のクラブチーム・中学生チーム・高校生チームが参加資格を持っていた。
2010年（第1回）から埼玉県加須市、栃木県佐野市で開催し、2021年（第12回）から愛知県へ移管。2022年（第13回）から岐阜県も開催地に加えられた。

### 使用球場
| 岐阜県内 - 関市民球場 - 多治見市営球場 - 土岐市総合公園野球場 - 中津川公園野球場 - 輪之内アポロンスタジアム |

| 愛知県内 - 熱田愛知時計120スタジアム - パロマ瑞穂野球場 |

### 主な大会規定
- ベンチ入り選手は11名 - 25名。選手および監督・コーチの背番号は1 - 99（自由制）。
- 使用球はミズノ製。
- 試合は7回制で、同点の場合はタイブレーク（無死一・二塁）を適用する。準決勝・決勝では9回まで延長でき、終了時点で同点の場合はタイブレークを行う。
- 5回終了以降で7点差以上ある場合は、点差コールドとする。ただし、準決勝・決勝戦はコールドゲームを適用しない。
- 水分摂取によるタイムはカウントしない。

## 歴代大会結果
「全日本女子硬式野球ユース選手権大会」(第1回)、「全国女子硬式野球ユース選手権大会」(第2回-第7回)
| 回 | 開催年 | 優勝                           | 結果           | 準優勝                     | ベスト4                                | チーム |
| -- | ------ | ------------------------------ | -------------- | -------------------------- | -------------------------------------- | ------ |
| 1  | 2010年 | メタルテック香港（日本・香港） | 2 - 0 (延12回) | 駒沢学園高校（東京）       | 東関東LSL、オール京急                  | 18     |
| 2  | 2011年 | 花咲徳栄高校（埼玉）           | 1 - 0 (延9回)  | オレンジレディース（埼玉） | JAPAN EAST、ALL SAKAE                  | 24     |
| 3  | 2012年 | 蒲田女子高校（東京）           | 4 - 2          | 蒲女シーガルズ（東京）     | 花咲徳栄高校、蒲女アルバトロス         | 24     |
| 4  | 2013年 | チームトクハル（埼玉）         | 2 - 1          | 蒲田女子高校（東京）       | 3位：開志学園高校、4位：福知山成美高校 | 24     |
| 5  | 2014年 | 福知山成美高校（京都）         | 4 - 0          | 駒沢学園女子高校（東京）   | 3位：LSL、4位：モンスターL             | 24     |
| 6  | 2015年 | 横浜隼人高校（神奈川）         | 10 - 0         | 京都外大西高校（京都）     | 蒲田女子高校、花咲徳栄高校             | 24     |
| 7  | 2016年 | 神戸弘陵学園高校（兵庫）       | 2 - 1          | 履正社高校（大阪）         | 至学館高校、開志学園高校               | 18     |

「全国高等学校女子硬式野球ユース大会」(第8回～)
| 回 | 開催年 | 優勝                 | 結果          | 準優勝               | ベスト4                | チーム |
| -- | ------ | -------------------- | ------------- | -------------------- | ---------------------- | ------ |
| 8  | 2017年 | 神戸弘陵（兵庫）     | 4 - 0         | 至学館（愛知）       | 花咲徳栄、横浜隼人     | 20     |
| 9  | 2018年 | 神戸弘陵（兵庫）     | 6 - 1         | 岐阜第一（岐阜）     | 札幌新陽、工大福井     | 21     |
| 10 | 2019年 | 工大福井（福井）     | 1 - 0         | クラーク仙台（宮城） | 秀明八千代、福知山成美 | 24     |
| 11 | 2020年 | 中止                 | 中止          | 中止                 | 中止                   | 中止   |
| 12 | 2021年 | 神戸弘陵（兵庫）     | 3 - 0         | 福知山成美（京都）   | 作新学院、秀明八千代   | 31     |
| 13 | 2022年 | 神戸弘陵（兵庫）     | 5 - 0         | 花巻東(岩手)         | 履正社、岡山学芸館     | 44     |
| 14 | 2023年 | クラーク仙台（宮城） | 4 - 1 (延8回) | 工大福井（福井）     | 岐阜第一、蒼開         | 52     |
| 15 | 2024年 | クラーク仙台（宮城） | 1 - 0         | 神戸弘陵（兵庫）     | 横浜隼人、福知山成美   | 56     |

## 出場校
高等学校のみの一覧である。（2023年大会の終了時点。）
| 出場校           | 都道府県 | 優勝 | 準優勝 | 備考 |
| ---------------- | -------- | ---- | ------ | ---- |
| 旭川明成         | 北海道   | 0回  | 0回    | *    |
| 駒大苫小牧       | 北海道   | 0回  | 0回    |      |
| 札幌新陽         | 北海道   | 0回  | 0回    |      |
| 北海道栗山       | 北海道   | 0回  | 0回    | *    |
| 弘前学院聖愛     | 青森県   | 0回  | 0回    | *    |
| 花巻東           | 岩手県   | 0回  | 1回    |      |
| 盛岡誠桜         | 岩手県   | 0回  | 0回    |      |
| クラーク国際仙台 | 宮城県   | 1回  | 1回    |      |
| ウェルネス宮城   | 宮城県   | 0回  | 0回    |      |
| 惺山             | 山形県   | 0回  | 0回    |      |
| 学法石川         | 福島県   | 0回  | 0回    |      |
| 岩瀬日大         | 茨城県   | 0回  | 0回    |      |
| 作新学院         | 栃木県   | 0回  | 0回    |      |
| 叡明             | 埼玉県   | 0回  | 0回    |      |
| 県立大宮商業     | 埼玉県   | 0回  | 0回    | *    |
| 埼玉栄           | 埼玉県   | 0回  | 0回    |      |
| 花咲徳栄         | 埼玉県   | 1回  | 0回    |      |
| 秀明八千代       | 千葉県   | 0回  | 0回    |      |
| 蒲田女子         | 東京都   | 1回  | 1回    |      |
| 駒沢学園女子     | 東京都   | 0回  | 2回    |      |
| ウェルネス       | 東京都   | 0回  | 0回    |      |
| 横浜隼人         | 神奈川県 | 1回  | 0回    |      |
| 開志学園         | 新潟県   | 0回  | 0回    |      |
| 福井工大福井     | 福井県   | 1回  | 1回    |      |
| 甲斐清和         | 山梨県   | 0回  | 0回    | *    |
| 佐久長聖         | 長野県   | 0回  | 0回    | *    |
| 松本国際         | 長野県   | 0回  | 0回    |      |
| 岐阜第一         | 岐阜県   | 0回  | 1回    |      |
| オイスカ浜松     | 静岡県   | 0回  | 0回    |      |
| 静清             | 静岡県   | 0回  | 0回    |      |
| 東海大静岡翔洋   | 静岡県   | 0回  | 0回    |      |
| 啓明学館         | 愛知県   | 0回  | 0回    |      |
| 至学館           | 愛知県   | 0回  | 1回    |      |

| 出場校       | 都道府県 | 優勝 | 準優勝 | 備考 |
| ------------ | -------- | ---- | ------ | ---- |
| 京都外大西   | 京都府   | 0回  | 1回    |      |
| 京都明徳     | 京都府   | 0回  | 0回    |      |
| 京都両洋     | 京都府   | 0回  | 0回    |      |
| 福知山成美   | 京都府   | 1回  | 1回    |      |
| 大体大浪商   | 大阪府   | 0回  | 0回    |      |
| 履正社       | 大阪府   | 0回  | 1回    |      |
| 神戸弘陵学園 | 兵庫県   | 5回  | 0回    |      |
| 神戸国際大附 | 兵庫県   | 0回  | 0回    | *    |
| 蒼開         | 兵庫県   | 0回  | 0回    |      |
| 県立島根中央 | 島根県   | 0回  | 0回    |      |
| 岡山学芸館   | 岡山県   | 0回  | 0回    |      |
| 山陽         | 広島県   | 0回  | 0回    |      |
| 県立佐伯     | 広島県   | 0回  | 0回    |      |
| 新田         | 愛媛県   | 0回  | 0回    |      |
| 県立室戸     | 高知県   | 0回  | 0回    |      |
| 高知中央     | 高知県   | 0回  | 0回    |      |
| 折尾愛真     | 福岡県   | 0回  | 0回    |      |
| 熊本国府     | 熊本県   | 0回  | 0回    | *    |
| 秀岳館       | 熊本県   | 0回  | 0回    |      |
| 神村学園     | 鹿児島県 | 0回  | 0回    |      |
| 県立南部商   | 沖縄県   | 0回  | 0回    |      |

過去(2022年まで)の出場校
| 出場校         | 都道府県 | 出場 | 優勝 | 準優勝 | 備考          |
| -------------- | -------- | ---- | ---- | ------ | ------------- |
| 広尾学園小石川 | 東京都   | 2回  | 0回  | 0回    | (旧:村田女子) |